# Episodi di Moesha (quarta stagione)
La quarta stagione della serie televisiva Moesha è stata trasmessa in anteprima negli Stati Uniti d'America dalla UPN tra il 6 ottobre 1998 e il 25 maggio 1999.
| nº | Titolo originale                                | Titolo italiano | Prima TV USA     | Prima TV Italia |
| -- | ----------------------------------------------- | --------------- | ---------------- | --------------- |
| 1  | Moesha Meets Brandy                             |                 | 6 ottobre 1998   |                 |
| 2  | Homecoming                                      |                 | 13 ottobre 1998  |                 |
| 3  | Hello, What's This?                             |                 | 20 ottobre 1998  |                 |
| 4  | Psyche Your Mind                                |                 | 27 ottobre 1998  |                 |
| 5  | Teacher                                         |                 | 3 novembre 1998  |                 |
| 6  | I Know What You Did in the Third Grade          |                 | 10 novembre 1998 |                 |
| 7  | A Terrible Thing Happened on My Tour of College |                 | 17 novembre 1998 |                 |
| 8  | Birth Control                                   |                 | 24 novembre 1998 |                 |
| 9  | A Class Act Christmas                           |                 | 15 dicembre 1998 |                 |
| 10 | The Crush                                       |                 | 19 gennaio 1999  |                 |
| 11 | Barking Up the Wrong Tree                       |                 | 26 gennaio 1999  |                 |
| 12 | Life Imitating Art                              |                 | 9 febbraio 1999  |                 |
| 13 | Ohmigod, Fanatic                                |                 | 16 febbraio 1999 |                 |
| 14 | The Rite Stuff                                  |                 | 23 febbraio 1999 |                 |
| 15 | I Love Moesha                                   |                 | 2 marzo 1999     |                 |
| 16 | Home Is Where the Car Is                        |                 | 9 marzo 1999     |                 |
| 17 | Girls Night Out                                 |                 | 30 marzo 1999    |                 |
| 18 | It Takes Two                                    |                 | 27 aprile 1999   |                 |
| 19 | Had to Be You                                   |                 | 4 maggio 1999    |                 |
| 20 | The Prom                                        |                 | 11 maggio 1999   |                 |
| 21 | Independence Day                                |                 | 18 maggio 1999   |                 |
| 22 | I Studied Twelve Years for This?                |                 | 25 maggio 1999   |                 |